# 日米親善高校野球大会
日米親善高校野球大会（にちべいしんぜんこうこうやきゅうたいかい）は、日米教育サポートセンター（JERC：Japanese Educatinal Resource Cneter）の主催による野球大会。

## 概要
主に毎年8月に開催される全国高等学校野球選手権大会（夏の甲子園）で活躍した選手（基本的に上位進出校の3年生）の中から日本高等学校野球連盟により選ばれた全日本高校選抜チームが、アメリカのアーバンユース・アカデミー（カリフォルニア州コンプトンにあるMLBの野球振興・選手育成機関）と対戦していた。1998年からはAAAアジア野球選手権大会の時期が8月末～9月初旬となったため、原則として同大会が行われない年のみの開催となった(第21回AAA世界野球選手権大会に参加した2004年を除く)。
選手及びコーチングスタッフは、帽子マークは「J」、胸文字は「JAPAN」、袖に日章旗という、当大会開始以前から数十年間続いている簡素なデザインのユニフォーム（白及びグレー地）を着用する（全日本アマチュア野球連盟公認チームではないので、いわゆる「日本代表」のユニフォームは着用できない）が、試合によっては在籍する各高等学校のユニフォームの袖または胸に日章旗を貼り付けたものをセカンドユニフォームとして使用することがあった。また背番号は1（優勝投手）から投手→捕手→内野手→外野手の順に振り分けられる（つまり投手は背番号がほぼ一ケタ、野手は背番号が必ず10番台となる）。原則として監督を優勝校の監督、コーチを準優勝校の監督が務めるが、2006、2007、2009年は準優勝校の監督がいずれも体調不良によりコーチを辞退、準決勝で優勝校に敗れた学校の監督が代理を務めた。
2008年は全日本高校選抜チームの試合は日伯親善高校野球大会の壮行試合としての1試合のみとなり、代替として奈良県・和歌山県・愛知県選抜チーム及び常葉菊川高校がアーバンユース・アカデミーと試合を行った。
2011年は、全日本高校選抜チーム（選手権出場校3年生以外からも選出）が夏の甲子園終了後に第9回AAAアジア野球選手権大会（同年は日本で開催）に出場するため、全日本高校選抜vs.アーバンユース・アカデミーという対戦は組まれず、12月末に東京都選抜チームがアーバンユース・アカデミーと対戦した。
2012年以降もAAAアジア野球選手権に加え、日程変更により参加が可能となったWBSC U-18ワールドカップが優先され、当大会に向けての全日本選抜チームは組まれておらず、2012年は年末に千葉県選抜チームが出場した。2015年に石川県選抜チームとニューヨーク・メッツU18チームの対戦が組まれたのを最後にJERC主催の当大会は開催されていない。

## 全日本高校選抜チーム

### 2006年（3勝1敗1分）
監督和泉実（早稲田実）
コーチ中迫俊明（鹿児島工）
投手
斎藤佑樹（早稲田実）
田中将大（駒大苫小牧）
榎下陽大（鹿児島工）
乾真大（東洋大姫路）
駒谷謙（福知山成美）
金城長靖（八重山商工）
捕手
鮫島哲新（鹿児島工）
橋本良平（智弁和歌山）
秋場拓也（日大山形）
内野手
中澤竜也（駒大苫小牧）
廣井亮介（智弁和歌山）
今吉健志（鹿児島工）
後藤貴司（早稲田実）
林﨑遼（東洋大姫路）
宇高幸治（今治西）
外野手
船橋悠（早稲田実）
本間篤史（駒大苫小牧）
塩澤佑太（帝京）

### 2007年（2勝1敗0分）
監督百﨑敏克（佐賀北）
コーチ金城孝夫（長崎日大高）
投手
久保貴大（佐賀北）
野村祐輔（広陵）
浦口侑希（長崎日大高）
田中健二朗（常葉菊川）
熊代聖人（今治西）
森田貴之（大垣日大高）
佐藤祥万（文星芸大附）
佐藤由規（仙台育英）
捕手
市丸大介（佐賀北）
上戸彰（長崎日大高）
石岡諒哉（常葉菊川）
内野手
副島浩史（佐賀北）
土生翔平（広陵）
長谷川裕介（常葉菊川）
渡邊侑也（聖光学院）
中村晃（帝京）
外野手　
檪浦大亮（広陵）
持田達也（日南学園）

### 2008年（4勝0敗1分）
監督西谷浩一（大阪桐蔭）
コーチ佐野心（常葉菊川）
投手
福島由登（大阪桐蔭）
土屋健二（横浜）
近田怜王（報徳学園）
田村圭（慶應義塾）
岩下圭（鹿児島実）
赤川克紀（宮崎商業）
齋藤圭祐（千葉経大付）
捕手
山城一樹（浦添商）
土井翔平（智弁学園）
地引雄貴（木更津総合）
内野手
萩原圭悟（大阪桐蔭）
坂口真規（智弁和歌山）
森川真雄（大阪桐蔭）
町田友潤（常葉菊川）
松本幸一郎（横浜）
前田隆一（常葉菊川）
浅村栄斗（大阪桐蔭）
外野手
奥村翔馬（大阪桐蔭）
伊藤慎悟（常葉菊川）
井上貴晴（報徳学園）

### 2009年（5勝2敗2分）
監督大藤敏行（中京大中京）
コーチ佐々木洋（花巻東）
投手
堂林翔太（中京大中京）
伊藤直輝（日本文理）
山田智弘（県岐阜商）
新西貴利（都城商）
佐藤朔弥（東北）
庄司隼人（常葉橘）
岡田俊哉（智弁和歌山）
捕手
原口文仁（帝京）
河野元貴（九州国際大付）
山崎裕貴（関西学院）
内野手
武石光司（日本文理）
柏葉康貴（花巻東）
猿川拓朗（花巻東）
河合完治（中京大中京）
今宮健太（明豊）
外野手
伊藤隆比古（中京大中京）
高橋義人（日本文理）
江崎秋馬（県岐阜商）

### 2010年（3勝1敗0分）
監督我喜屋優（興南）
コーチ門馬敬治（東海大相模）
投手
島袋洋奨（興南）
一二三慎太（東海大相模）
中川諒（成田）
大西一成（報徳学園）
池田駿（新潟明訓）
渡辺政孝（九州学院）
木村謙吾（仙台育英）
捕手
山川大輔（興南）
磯村嘉孝（中京大中京）
山口元気（北大津）
内野手
眞榮平大輝（興南）
国吉大陸（興南）
我如古盛次（興南）
福山亮（東海大相模）
山田哲人（履正社）
外野手
伊集院駿（東海大相模）
八代和真（報徳学園）
後藤駿太（前橋商）